# Kerguelenpijlstaart
De kerguelenpijlstaart (Anas eatoni) is een eend uit de familie van de Anatidae. Deze vogel is genoemd naar de Engelse natuuronderzoeker Alfred Edwin Eaton die een exemplaar van deze vogel had verzameld op Kerguelen.

## Verspreiding en leefgebied
Deze eend komt voor op Kerguelen en de Crozeteilanden in het zuidelijk deel van de Indische Oceaan. Er worden twee ondersoorten onderscheiden:
- A. e. eatoni: Kerguelen.
- A. e. drygalskii: de Crozeteilanden.

## Status
De grootte van de populatie is in 1999 geschat op 31-41 duizend volwassen vogels. De soort wordt bedreigd door geïntroduceerde wilde katten. Op de Rode lijst van de IUCN heeft deze soort de status kwetsbaar.